# Ikarus 246
Ikarus 246 — городской одиночный заднеприводный автобус большой вместимости, представленный в 1996 году в единственном экземпляре для Китая и Казахстана.

## История
Выпущенный в 1996 году прототип Ikarus 246 поступил в Печ с номерным знаком DUD-688. В 2007 году номерной знак DUD-688 был заменён номерным знаком KAZ-449. 3 июля 2015 года предприятие Tuke Busz Zrt. исключило Ikarus 246 из своего портфолио. Таким образом, были предприняты усилия по сохранению автобуса Ikarus-246.

## Особенности
Ikarus 246 оснащён шестицилиндровым дизельным двигателем Raba D10 UTSSL 190 мощностью 258 л. с. в паре с шестиступенчатой механической трансмиссией Csepel S6-120U.